# الطنيب
الطنيب، منطقة تقع في محافظة العاصمة الأردنية عمان.